# Morgan Pridy
Morgan Pridy (Vancouver, 9 ottobre 1990) è un allenatore di sci alpino ed ex sciatore alpino canadese.

## Biografia

### Carriera sciistica

#### Stagioni 2006-2013
Risiede a Whistler e ha esordito nel Circo bianco il 1º dicembre 2005 a Panorama giungendo 75º in uno slalom gigante valido ai fini del punteggio FIS. Ha debuttato in Nor-Am Cup il 7 dicembre 2006 a Lake Louise, piazzandosi 60º in discesa libera, e in Coppa del Mondo il 3 marzo 2012 sul tracciato di Kvitfjell, nella medesima specialità, chiudendo al 38º posto.
Il 16 dicembre 2012 ha conquistato il primo podio in Nor-Am Cup con il secondo posto nel supergigante di Panorama vinto dallo statunitense Jared Goldberg, mentre per il primo successo nella competizione continentale ha dovuto attendere il supergigante disputato a Nakiska il 12 marzo 2013.

#### Stagioni 2014-2017
Ai XXII Giochi olimpici invernali di Soči 2014, sua unica presenza olimpica, si è classificato 10º nel supergigante, 33º nello slalom gigante e 20º nella supercombinata; il 6 dicembre dello stesso anno ha ottenuto il suo miglior piazzamento in Coppa del Mondo, 16º nel supergigante disputato a Beaver Creek, e ai Mondiali di Vail/Beaver Creek 2015, sua unica presenza iridata, è stato 36º nella discesa libera, 22º nel supergigante e non ha completato la combinata.
Il 27 gennaio 2016 ha preso per l'ultima volta il via a una gara di Coppa del Mondo, il supergigante di Hinterstoder dove si è piazzato al 37º posto, e il 12 marzo successivo ha colto ad Aspen in discesa libera la sua ultima vittoria, nonché ultimo podio, in Nor-Am Cup. Si è ritirato al termine della stagione 2016-2017 e la sua ultima gara in carriera è stata una combinata FIS disputata il 6 aprile a Whistler, non completata da Pridy.

### Carriera da allenatore
Dopo il ritiro è divenuto allenatore nei quadri della nazionale di sci alpino del Canada.

## Palmarès

### Coppa del Mondo
- Miglior piazzamento in classifica generale 108º nel 2014

### Nor-Am Cup
- Miglior piazzamento in classifica generale 3º nel 2013
- Vincitore della classifica di supergigante nel 2013
- Vincitore della classifica di combinata nel 2013
- 9 podi:
  - 5 vittorie
  - 4 secondi posti

#### Nor-Am Cup - vittorie
| Data          | Località | Paese       | Specialità |
| ------------- | -------- | ----------- | ---------- |
| 12 marzo 2013 | Nakiska  | Canada      | SG         |
| 13 marzo 2013 | Nakiska  | Canada      | SC         |
| 13 marzo 2013 | Nakiska  | Canada      | SG         |
| 14 marzo 2014 | Nakiska  | Canada      | SG         |
| 12 marzo 2016 | Aspen    | Stati Uniti | DH         |

Legenda:

DH = discesa libera

SG = supergigante

SC = supercombinata

### Campionati canadesi
- 2 medaglie[2]:
  - 2 ori (discesa libera nel 2014; discesa libera nel 2016)
  - 1 argento (supergigante nel 2014)